# Merkl Ottó
Merkl Ottó (Budapest, 1957. augusztus 26. – Budapest, 2021. február 19.) magyar entomológus, muzeológus, író. A gyászbogárfélék világszerte elismert szaktekintélye. 1985-től a Magyar Természettudományi Múzeum Bogárgyűjteményének vezetője volt. Zoológiai szakmunkákban nevének rövidítése: „Merkl”.

## Pályafutása
A budapesti Eötvös Loránd Tudományegyetemen szerzett biológusi diplomát 1981-ben. 1983-ban egyetemi doktor, 1995-ben pedig biológiai tudomány kandidátusi címet szerzett. 1981-től a Magyar Természettudományi Múzeum Állattárában, a Bogárgyűjteményben dolgozott, melynek 1985-től haláláig a vezetője volt.

## Tudományos közéleti tevékenység
- Magyar Rovartani Társaság tagja 1978–2021, a Választmány tagja 1985–2021, alelnök 1995–2021
- Asociación Europea de Coleopterologia (Barcelona) 1988–2021
- Magyar Biológiai Társaság 1992–2021
- Folia entomologica hungarica szerkesztőbizottsági tag 1989–1994
- Folia entomologica hungarica szerkesztő 2005–2021
- Annales historico-naturales Musei nationalis hungarici szerkesztő 1991–2021

## Kutatási terület
Az indomaláj gyászbogarak (Tenebrionidae) taxonómiája; az indomaláj és indoausztrál gyapjasbogarak (Lagriini) taxonómiája; a palearktikus katicabogarak (Coccinellidae) taxonómiája; a magyarországi bogárfauna általános faunisztikai és természetvédelmi kutatása.
Nevéhez fűződik többek között a harlekinkatica első magyarországi észlelése 2008 februárjából, amikor az agresszíven terjeszkedő faj egy fakéreg alatt telelő példányát találta meg más telelő katicák társaságában, Szigetszentmiklós külterületén, a Ráckevei-Duna-ág közelében.

## Oktatói tevékenység
Szent István Egyetem, Állatorvostudományi Kar, Zootaxonómia gyakorlat (1995–2021)

## Díjai, kitüntetései
- Frivaldszky Imre-emlékplakett, bronz fokozat (1993)
- Frivaldszky Imre-emlékplakett, arany fokozat (2019)[6]
- Pro Natura díj (2019)[7]

## Fontosabb publikációk
- Merkl, O. (1987): A review of the Australian species of the subtribe Lagriina (Coleoptera, Tenebrionidae: Lagriini). – Annales historico-naturales Musei nationalis hungarici 79: 121–166.
- Merkl, O. (1989): Melanesian representatives of Toxicum and Cryphaeus (Coleoptera, Tenebrionidae: Toxicini). – Acta Zoologica Academiae Scientiarum Hungaricae 35 (3–4): 235–254.
- Merkl, O. (1991): Reassessment of the beetle fauna of Bátorliget, NE Hungary (Coleoptera). – In: Mahunka, S. (ed.): The Bátorliget Nature Reserves – after forty years. Hungarian Natural History Museum, Budapest, pp. 381–498.
- Merkl, O. (1991): Lagriini of the Nepal-Himalayas (Coleoptera: Tenebrionidae). – Stuttgarter Beiträge zur Naturkunde Series A., Nr. 470, 18 pp.
- Merkl, O. 1992: Tenebrionidae (Coleoptera) from Laos and Vietnam, with reclassification of Old World "Doliema". – Acta zoologica Academiae scientiarum hungaricae 38(3–4): 261–280.
- Lucht, W. & Merkl, O. (1993): Különböző csápú bogarak II. – Diversicornia II. Álpattanóbogarak, tövisnyakú bogarak, Merevbogarak – Cerophytidae, Eucnemidae, Throscidae. – In: Magyarország Állatvilága (Fauna Hungariae), VIII, 3. Akadémiai Kiadó, Budapest, 34 pp.
- Slipinski, S. A. & Merkl, O. (1993): Különböző csápú bogarak VI. – Diversicornia VI. Bunkóscsápú bogarak VIII. – Clavicornia VIII. – In: Magyarország Állatvilága (Fauna Hungariae), VIII, 8. Akadémiai Kiadó, Budapest, 75 pp.
- Merkl, O. & Kompantzeva, T. K. (1996): Old World Rhipidandrus Leconte: synonymies, faunistics, identification key and description of two new species from Australia (Coleoptera: Tenebrionidae). – Acta Zoologica Academiae Scientiarum Hungaricae 42 (2): 89–109.
- Merkl, O. & Kovács, T. (1997): Nemzeti Biodiverzitás-monitorozó rendszer VI. Bogarak. [National Biodiversity Monitoring System VI. Beetles.] – Magyar Természettudományi Múzeum, Budapest, 44 pp.
- Triplehorn, C. A. & Merkl, O. (1997): Review of the genus Loxostethus Triplehorn, with descriptions of three new species (Coleoptera: Tenebrionidae: Diaperini). – Annals of Entomological Society of America 90 (6): 736–741.
- Merkl, O. (2004): On taxonomy, nomenclature, and distribution of some Palaearctic Lagriini, with description of a new species from Taiwan (Coleoptera: Tenebrionidae). – Acta Zoologica Academiae Scientiarum Hungaricae 50 (4): 283–305.
- Sabu, T. K., Merkl, O. & Abhitha, P. (2007): A new Luprops species from Western Ghats with redescriptions and identification key to the species of Indian Peninsula and Sri Lanka (Tenebrionidae: Lagriinae: Lupropini). – Zootaxa 1636: 47–58.
- Merkl, O. & Masumoto, K. (2008): A review of Taiwanese Paramisolampidius Nakane (Coleoptera, Tenebrionidae: Cnodalonini). – Acta Zoologica Academiae Scientiarum Hungaricae 54(1): 1–11.
- Löbl, I., Merkl, O., Ando, K., Bouchard, P., Lillig, M., Masumoto, K. & Schawaller, W. (2008): Tenebrionidae.  – In: Löbl, I. & Smetana, A. (eds): Catalogue of Palaearctic Coleoptera, Volume 5. Tenebrionoidea. Apollo Books, Stenstrup, pp. 105–352.
- Merkl Ottó: Bogarak : futrinkák, cincérek, katicabogarak és más bogárcsaládok a Kárpát-medencében. Kossuth Kiadó, Budapest, 2006
- Merkl Ottó: A bogarak világa – Magyarország leggyakoribb bogarai. Műszaki Könyvkiadó Kft., Budapest, 2009
- Merkl Ottó–Vig Károly: Bogarak a pannon régióban. Vas Megyei Múzeumok Igazgatósága, B. K. L. Kiadó, Magyar Természettudományi Múzeum, Szombathely, 2009
- Merkl Ottó–Vig Károly: Bogarak a pannon régióban; 2. jav. kiad.; Vas Megyei Múzeumok Igazgatósága, Szombathely, 2011
- Kállayné Szerényi Júlia–Merkl Ottó–Főzy István: Magyarország növény- és állatvilága. Képes természeti atlasz; Gulliver, Bp., 2011
- Tenk András–Merkl Ottó–Gergely Attila: Csepel természeti képe; Csepeli Városkép Kft., Bp., 2014
- Merkl Ottó–Grabant Aranka–Soltész Zoltán: A Magyar Természettudományi Múzeum gyászbogártípusainak (Tenebrionidae) katalógusa; Magyar Természettudományi Múzeum, Bp., 2015
- Hangay György–Merkl Ottó: Szarvas- és orrszarvúbogarak; Fővárosi Állat- és Növénykert, Bp., 2020 (Állatkerti kötetek a természetért)

## MTMT publikációs lista
Publikációs listája az MTMT-ben

## Érdekességek
A típuspéldány elrablása ... című mesekönyv egyik szereplője.